# Entogonia icaunaria
Entogonia icaunaria là một loài bướm đêm trong họ Geometridae.